# Llista de monuments de Granyena de Segarra
Llista de monuments de Granyena de Segarra inclosos en l'Inventari del Patrimoni Arquitectònic Català pel municipi de Granyena de Segarra (Segarra). Inclou els inscrits en el Registre de Béns Culturals d'Interès Nacional (BCIN) amb la classificació de monuments històrics, els Béns Culturals d'Interès Local (BCIL) de caràcter immoble i la resta de béns arquitectònics integrants del patrimoni cultural català.
| Monument                                                                | Protecció   | Estil/època                                | Localització                                                                                        | Coordenades                                          | Codi?         | Imatge |
| ----------------------------------------------------------------------- | ----------- | ------------------------------------------ | --------------------------------------------------------------------------------------------------- | ---------------------------------------------------- | ------------- | --- |
| Torre de Granyena de Segarra, o el Molí de Vent                         | BCIN 923-MH | Romànic XI-XII                             | Granyena de Segarra Camí de Granyena de Segarra a Gramuntell, cruïlla a la dreta                    | 41° 37′ 13″ N, 1° 14′ 56″ E / 41.620388°N,1.248810°E | RI-51-0006344 | Torre de Granyena de Segarra · Vegeu més fotos d'aquest monument · Carregueu una nova foto d'aquest monument                                           |
| Castell de Granyena de Segarra                                          | BCIN 924-MH | Gòtic tardà, obra popular XVI-XVII, XIX-XX | Granyena de Segarra C. del Castell                                                                  | 41° 37′ 26″ N, 1° 14′ 43″ E / 41.623955°N,1.245281°E | RI-51-0006343 | Castell de Granyena de Segarra · Vegeu més fotos d'aquest monument · Carregueu una nova foto d'aquest monument                                         |
| Església parroquial de Santa Maria de Granyena de Segarra               | BCIL 2010   | Neoclassicisme XVIII-XX                    | Granyena de Segarra C. Major, 14                                                                    | 41° 37′ 26″ N, 1° 14′ 46″ E / 41.623877°N,1.246088°E | IPA-25954     | Església parroquial de Santa Maria de Granyena de Segarra · Vegeu més fotos d'aquest monument · Carregueu una nova foto d'aquest monument              |
| Rectoria de Granyena de Segarra                                         |             | Obra popular XVI-XVII, XIX-XX              | Granyena de Segarra C. del Castell, 14                                                              | 41° 37′ 26″ N, 1° 14′ 45″ E / 41.623843°N,1.245774°E | IPA-25957     | Rectoria de Granyena de Segarra · Vegeu més fotos d'aquest monument · Carregueu una nova foto d'aquest monument                                        |
| Santuari de la Mare de Déu del Camí, o Santuari de Santa Maria del Camí | BCIL 2010   | Historicisme XIX-XX                        | Granyena de Segarra Ctra LV-2142 direcció a Granyena de Segarra, cruïlla a la dreta                 | 41° 37′ 55″ N, 1° 15′ 10″ E / 41.63189°N,1.25291°E   | IPA-25958     | Santuari de la Mare de Déu del Camí (Granyena de Segarra) · Vegeu més fotos d'aquest monument · Carregueu una nova foto d'aquest monument              |
| Cal Comte                                                               | BCIL 2010   | Obra popular XVII-XVIII, XX                | Granyena de Segarra C. Major, 4                                                                     | 41° 37′ 23″ N, 1° 14′ 44″ E / 41.62313°N,1.24542°E   | IPA-25960     | Cal Comte (Granyena de Segarra) · Vegeu més fotos d'aquest monument · Carregueu una nova foto d'aquest monument                                        |
| Cisterna del Santuari de la Mare de Déu del Camí                        |             | Obra popular XIII-XX                       | Granyena de Segarra Ctra LV-2142 direcció a Granyena de Segarra, cruïlla a la dreta                 | 41° 37′ 55″ N, 1° 15′ 10″ E / 41.63188°N,1.2527°E    | IPA-25962     | Cisterna del Santuari de la Mare de Déu del Camí (Granyena de Segarra) · Vegeu més fotos d'aquest monument · Carregueu una nova foto d'aquest monument |
| Ca l'Ardit                                                              |             | Obra popular XVI-XVII, XIX-XX              | Granyena de Segarra C. Major, 30                                                                    | 41° 37′ 24″ N, 1° 14′ 46″ E / 41.62343°N,1.24617°E   | IPA-25964     | Ca l'Ardit (Granyena de Segarra) · Vegeu més fotos d'aquest monument · Carregueu una nova foto d'aquest monument                                       |
| Cal Semion                                                              |             | Gòtic tardà, obra popular XVI-XVII, XIX-XX | Granyena de Segarra C. Major, 13                                                                    | 41° 37′ 24″ N, 1° 14′ 45″ E / 41.62343°N,1.24596°E   | IPA-25965     | Cal Semion (Granyena de Segarra) · Vegeu més fotos d'aquest monument · Carregueu una nova foto d'aquest monument                                       |
| carrer del Pou                                                          |             | Romànic, gòtic XI-XII, XIII-XV             | Granyena de Segarra C. del Pou                                                                      | 41° 37′ 22″ N, 1° 14′ 44″ E / 41.62275°N,1.24553°E   | IPA-25966     | Portals del carrer del Pou (Granyena de Segarra) · Vegeu més fotos d'aquest monument · Carregueu una nova foto d'aquest monument                       |
| Cal Forné                                                               |             | Obra popular XVI-XX                        | Granyena de Segarra C. del Pou, 15                                                                  | 41° 37′ 23″ N, 1° 14′ 44″ E / 41.62299°N,1.24546°E   | IPA-33054     | Cal Forné (Granyena de Segarra) · Vegeu més fotos d'aquest monument · Carregueu una nova foto d'aquest monument                                        |
| Església de Sant Pere de Granyena de Segarra                            | BCIL 2010   | Obra popular XVII-XVIII, XX                | Granyena de Segarra Pl. Sant Pere, 21                                                               | 41° 37′ 24″ N, 1° 14′ 48″ E / 41.62336°N,1.24676°E   | IPA-33057     | Església de Sant Pere de Granyena de Segarra · Vegeu més fotos d'aquest monument · Carregueu una nova foto d'aquest monument                           |
| Cal Quic, o Cal Cavallera                                               |             | Obra popular XIV-XV, XVIII-XIX, XX         | Granyena de Segarra C. Tramuntana, 1                                                                | 41° 37′ 27″ N, 1° 14′ 51″ E / 41.62409°N,1.24737°E   | IPA-33058     | Cal Quic (Granyena de Segarra) · Vegeu més fotos d'aquest monument · Carregueu una nova foto d'aquest monument                                         |
| Plaça Roca Sastre, o Plaça Nova                                         |             | Obra popular XX                            | Granyena de Segarra Pl. Roca Sastre                                                                 | 41° 37′ 26″ N, 1° 14′ 48″ E / 41.62389°N,1.24677°E   | IPA-33059     | Plaça Roca Sastre (Granyena de Segarra) · Vegeu més fotos d'aquest monument · Carregueu una nova foto d'aquest monument                                |
| Capella del Cementiri Vell                                              |             | Obra popular XVIII-XIX, XX                 | Granyena de Segarra Pl. de Castell                                                                  | 41° 37′ 27″ N, 1° 14′ 44″ E / 41.62413°N,1.2455°E    | IPA-33061     | Capella del Cementiri Vell (Granyena de Segarra) · Vegeu més fotos d'aquest monument · Carregueu una nova foto d'aquest monument                       |
| Creu de terme de Granyena de Segarra                                    |             | Barroc XVII-XVIII, XX                      | Granyena de Segarra Camí de Granyena a Tàrrega                                                      | 41° 37′ 36″ N, 1° 13′ 49″ E / 41.62674°N,1.23035°E   | IPA-33062     | Creu de terme de Granyena de Segarra · Vegeu més fotos d'aquest monument · Carregueu una nova foto d'aquest monument                                   |
| Font del Cavallera                                                      |             | Barroc XVII-XVIII                          | Granyena de Segarra Sortida de Granyena LV-2142                                                     | 41° 37′ 47″ N, 1° 15′ 09″ E / 41.62978°N,1.25253°E   | IPA-33063     | Font del Cavallera (Granyena de Segarra) · Vegeu més fotos d'aquest monument · Carregueu una nova foto d'aquest monument                               |
| Pleta del Foguet                                                        |             | Obra popular XIX-XX                        | Granyena de Segarra Camí de Granyena de Segarra a Tàrrega                                           | 41° 37′ 23″ N, 1° 12′ 54″ E / 41.62305°N,1.21497°E   | IPA-33065     | Pleta del Foguet (Granyena de Segarra) · Vegeu més fotos d'aquest monument · Carregueu una nova foto d'aquest monument                                 |
| Cabana de volta de les Avalls                                           |             | Obra popular XIX-XX                        | Granyena de Segarra Camí de Granyena de Segarra a Verdú                                             | 41° 37′ 15″ N, 1° 12′ 05″ E / 41.620719°N,1.201327°E | IPA-33073     | Cabana de volta de les Avalls (Granyena de Segarra) · Vegeu més fotos d'aquest monument · Carregueu una nova foto d'aquest monument                    |
| Cabana de volta de Cal Foguet                                           |             | Obra popular XIX-XX                        | Granyena de Segarra Camí de Granyena de Segarra a Verdú                                             | 41° 37′ 12″ N, 1° 12′ 23″ E / 41.62008°N,1.20652°E   | IPA-33086     | Cabana de volta de Cal Foguet (Granyena de Segarra) · Vegeu més fotos d'aquest monument · Carregueu una nova foto d'aquest monument                    |
| Cabana de volta de la Pleta de la Torre                                 |             | Obra popular XIX-XX                        | Granyena de Segarra Camí de Granyena de Segarra a Tàrrega                                           | 41° 37′ 27″ N, 1° 12′ 02″ E / 41.62406°N,1.20043°E   | IPA-33087     | Cabana de volta de la Pleta de la Torre (Granyena de Segarra) · Vegeu més fotos d'aquest monument · Carregueu una nova foto d'aquest monument          |
| Cabana de volta del Josep del Comte                                     |             | Obra popular XIX-XX                        | Granyena de Segarra Camí de Granyena de Segarra a Tàrrega                                           | 41° 37′ 30″ N, 1° 12′ 27″ E / 41.62509°N,1.20749°E   | IPA-33088     | Cabana de volta del Josep del Comte (Granyena de Segarra) · Vegeu més fotos d'aquest monument · Carregueu una nova foto d'aquest monument              |
| Monument Commemoratiu a la Mare de Déu del Camí                         |             | Obra popular XIX-XX                        | Granyena de Segarra Sortida de Granyena LV-2142, cruïlla a l'esquerra direcció Santuari             | 41° 37′ 57″ N, 1° 15′ 11″ E / 41.63249°N,1.25308°E   | IPA-33091     | Monument Commemoratiu a la Mare de Déu del Camí (Granyena de Segarra) · Vegeu més fotos d'aquest monument · Carregueu una nova foto d'aquest monument  |
| Cal Carboné                                                             |             | Obra popular XVI-XVII, XX                  | Granyena de Segarra C. Major, 10                                                                    | 41° 37′ 23″ N, 1° 14′ 43″ E / 41.62296°N,1.24522°E   | IPA-33094     | Cal Carboné (Granyena de Segarra) · Vegeu més fotos d'aquest monument · Carregueu una nova foto d'aquest monument                                      |
| Teuleria de Granyena de Segarra                                         |             | Obra popular XIX-XX                        | Granyena de Segarra Sortida de Granyena per LV-2142, cruïlla a la dreta direc. granges del Segura   | 41° 37′ 42″ N, 1° 15′ 25″ E / 41.628293°N,1.256807°E | IPA-33095     | Teuleria de Granyena de Segarra · Vegeu més fotos d'aquest monument · Carregueu una nova foto d'aquest monument                                        |
| Niu de metralladores                                                    |             | Obra popular XX                            | Granyena de Segarra Camí de Granyena de Segarra a Tàrrega                                           | 41° 37′ 17″ N, 1° 12′ 35″ E / 41.62143°N,1.2098°E    | IPA-33098     | Niu de metralladores (Granyena de Segarra) · Vegeu més fotos d'aquest monument · Carregueu una nova foto d'aquest monument                             |
| Cabana de volta de Cal Seré                                             |             | Obra popular XIX-XX                        | Granyena de Segarra Camí de Granyena de Segarra a la Granyanella, cruïlla dreta direcció Fonolleres | 41° 37′ 35″ N, 1° 14′ 14″ E / 41.62652°N,1.23727°E   | IPA-33101     | Cabana de volta de Cal Seré (Granyena de Segarra) · Vegeu més fotos d'aquest monument · Carregueu una nova foto d'aquest monument                      |
| Cabana de volta de Cal Tomàs                                            |             | Obra popular XIX-XX                        | Granyena de Segarra Camí de Granyena de Segarra a Fonolleres                                        | 41° 37′ 52″ N, 1° 14′ 28″ E / 41.63101°N,1.24109°E   | IPA-33102     | Cabana de volta de Cal Tomàs (Granyena de Segarra) · Vegeu més fotos d'aquest monument · Carregueu una nova foto d'aquest monument                     |
| Cabana en volta del Sàrries                                             |             | Obra popular XIX-XX                        | Granyena de Segarra Camí de Granyena de Segarra a Tàrrega                                           | 41° 37′ 23″ N, 1° 12′ 40″ E / 41.62301°N,1.21098°E   | IPA-34540     | Cabana en volta del Sàrries (Granyena de Segarra) · Vegeu més fotos d'aquest monument · Carregueu una nova foto d'aquest monument                      |